# Cyril Vrbík

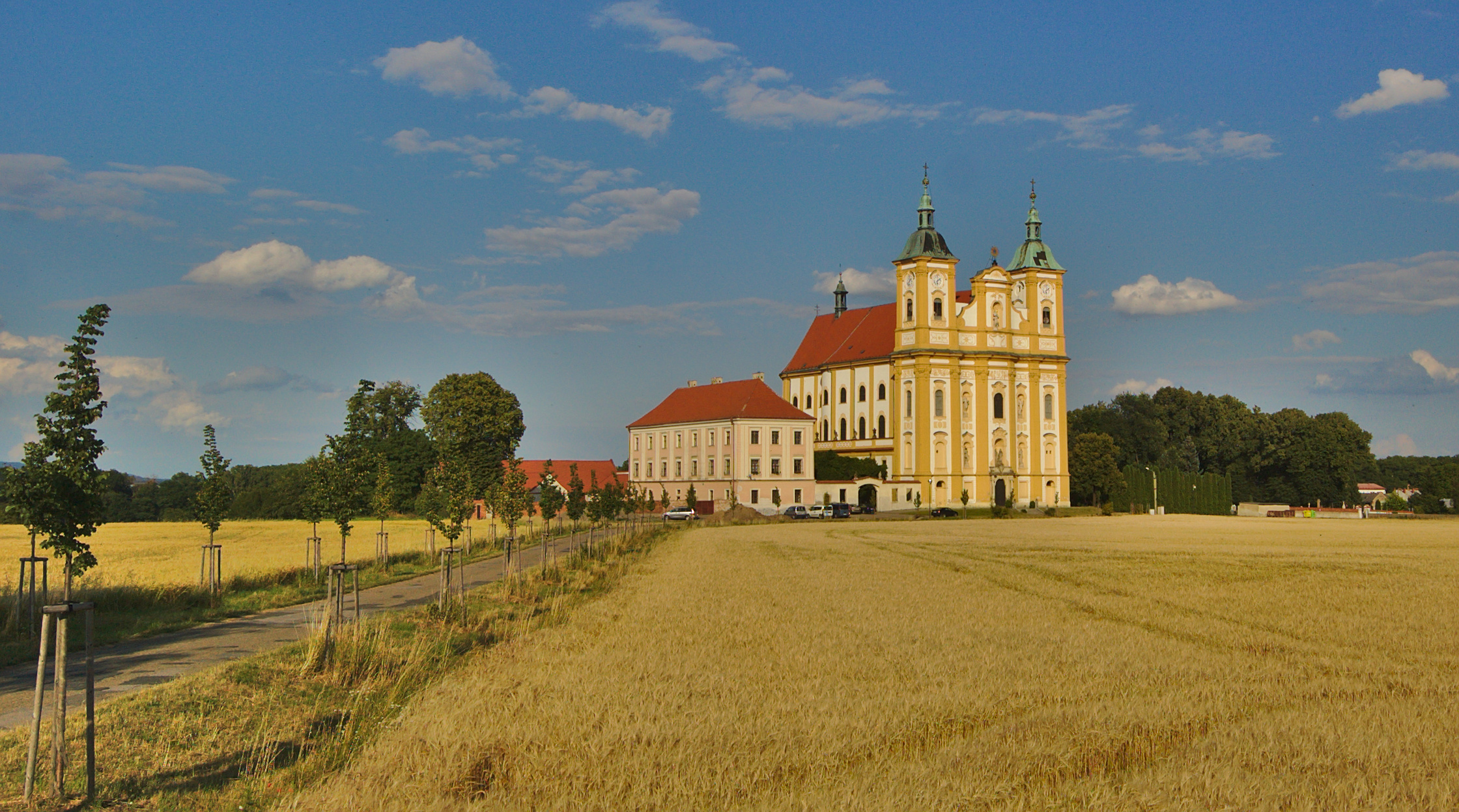
Fara u kostela Očišťování Panny Marie, kde byl kněz zavražděn

Cyril Vrbík (15. ledna 1927 Dřevohostice - 22. října 2002, Dub nad Moravou) byl římskokatolický farář v Dubu nad Moravou na Olomoucku. Ve věku 75 let byl zavražděn; jeho vrah Dušan Kazda byl později odsouzen k doživotnímu trestu.

## Životopis
Studoval na Arcibiskupském gymnáziu v Kroměříži a kroměřížském reálném gymnáziu. V roce 1947 začal studovat na Teologické fakultě Univerzity Palackého v Olomouci. Studium nedokončil, protože byla v roce 1950 fakulta uzavřena. Byl povolán k výkonu vojenské služby u PTP, kde sloužil v útvaru v Mimoni až do roku 1953. Poté pracoval jako zahradník a účetní. V roce 1968 mohl pokračovat ve studiu teologie v Litoměřicích. Dne 6. září 1969 přijal kněžské svěcení z rukou biskupa Karla Skoupého. Místem jeho prvního kněžského působení (v letech 1969 až 1976) byl Místek, kde působil jako kaplan. Další čtyři roky byl kaplanem ve Vsetíně. V roku 1980 se stal farářem v Dubu nad Moravou, kde působil až do své smrti.

## Okolnosti smrti
Kazda přijel do Dubu vozem taxi, který ukradl jeho majiteli. Vůz se mu zde porouchal. Z útoku na taxikáře měl poraněnou ruku, a vydal se proto k faře, aby si ji nechal ošetřit. Farář jej pustil dovnitř a zranění mu obvázal. Kazda na něj poté zaútočil a brutálním způsobem jej připravil o život. Téhož dne se přihlásil na policii a k vraždě i přepadení taxikáře se přiznal.
Dne 19. srpna 2003 soud konstatoval, že Kazda, který byl už dříve trestán za násilnou trestnou činnost, trpí neléčitelnou poruchou osobnosti a zločin spáchal zvlášť zavrženíhodným způsobem. Odsoudil jej tak k doživotnímu trestu.